# Pip Taylor
Pip Taylor (Sídney, 3 de marzo de 1980) es una deportista australiana que compitió en triatlón y acuatlón.
Ganó una medalla de oro en el Campeonato Mundial por Relevos de 2003 y una medalla de plata en el Campeonato Asiático de Triatlón de 2005. Además, obtuvo una medalla de bronce en el Campeonato Mundial de Acuatlón de 2000.

## Palmarés internacional
| Campeonato Mundial por Relevos | Campeonato Mundial por Relevos | Campeonato Mundial por Relevos | Campeonato Mundial por Relevos |
| Año                            | Lugar                          | Medalla                        | Prueba                         |
| ------------------------------ | ------------------------------ | ------------------------------ | ------------------------------ |
| 2003                           | Tiszaújváros (Hungría)         | Medalla de oro                 | Relevos                        |
| Campeonato Asiático            |                                |                                |                                |
| Año                            | Lugar                          | Medalla                        | Prueba                         |
| 2005                           | Singapur (Singapur)            | Medalla de plata               | Individual                     |

| Campeonato Mundial | Campeonato Mundial | Campeonato Mundial | Campeonato Mundial |
| Año                | Lugar              | Medalla            | Prueba             |
| ------------------ | ------------------ | ------------------ | ------------------ |
| 2000               | Cancún (México)    | Medalla de bronce  | Individual         |